# 2011-es penzai műugró-Grand Prix-verseny
A Nemzetközi Úszószövetség (FINA) 2011-ben a 17. alkalommal rendezte meg február 24. és 26. között a műugró-Grand Prix-versenysorozatot, melynek második állomása az oroszországi Penza volt.

## A versenyszámok időrendje
A GP eseményei helyi idő szerint:
| február 24., csütörtök | február 24., csütörtök                | február 25., péntek | február 25., péntek                       | február 26., szombat | február 26., szombat                   |
| idő                    | esemény                               | idő                 | esemény                                   | idő                  | esemény                                |
| ---------------------- | ------------------------------------- | ------------------- | ----------------------------------------- | -------------------- | -------------------------------------- |
| 10:00                  | férfiak 3 m-es műugrása (selejtező)   | 10:00               | nők 3 m-es műugrása (selejtező)           | 11:00                | nők 10 m-es szinkronugrása (döntő)     |
| 11:30                  | férfiak 3 m-es műugrása (középdöntő)  | 11:30               | nők 3 m-es műugrása (középdöntő)          | 12:30                | férfiak 3 m-es szinkronugrása (döntő)  |
| 13:00                  | nők 10 m-es toronyugrása (selejtező)  | 13:00               | férfiak 10 m-es toronyugrása (selejtező)  | 14:00                | nők 3 m-es szinkronugrása (döntő)      |
| 14:00                  | nők 10 m-es toronyugrása (középdöntő) | 14:00               | férfiak 10 m-es toronyugrása (középdöntő) | 15:00                | férfiak 10 m-es szinkronugrása (döntő) |
| 17:30                  | nyitóünnepség                         | 18:00               | nők 3 m-es műugrása (döntő)               | 15:00                | férfiak 10 m-es szinkronugrása (döntő) |
| 18:00                  | férfiak 3 m-es műugrása (döntő)       | 18:00               | nők 3 m-es műugrása (döntő)               | 15:00                | férfiak 10 m-es szinkronugrása (döntő) |
| 19:00                  | nők 10 m-es toronyugrása (döntő)      | 19:00               | férfiak 10 m-es toronyugrása (döntő)      | 15:00                | férfiak 10 m-es szinkronugrása (döntő) |

## Éremtáblázat
| Helyezés | Ország             | Arany | Ezüst | Bronz | Összesen |
| 1        | Kína               | 6     | 5     | 1     | 12       |
| 2        | Oroszország        | 2     | –     | 6     | 8        |
| 3        | Kanada             | –     | 1     | –     | 1        |
| 3        | Ausztrália         | –     | 1     | –     | 1        |
| 3        | Mexikó             | –     | 1     | –     | 1        |
| 6        | Egyesült Királyság | –     | –     | 1     | 1        |
| Összesen | Összesen           | 8     | 8     | 8     | 24       |

## Versenyszámok

### Férfiak

#### 3 méteres műugrás
| Helyezés | Ország             | Név                   | Selejtező | Selejtező | Középdöntő | Középdöntő | Döntő   | Döntő  |
| Helyezés | Ország             | Név                   | Rangsor   | Pontok    | Rangsor    | Pontok     | Rangsor | Pontok |
| -------- | ------------------ | --------------------- | --------- | --------- | ---------- | ---------- | ------- | ------ |
|          | Kína               | Csang Hszin-hua       | 4         | 401.40    | 4          | 460.35     | 1       | 496.75 |
|          | Kína               | Li Si-hszin           | 2         | 444.40    | 1          | 478.35     | 2       | 492.95 |
|          | Oroszország        | Ilja Zaharov          | 3         | 439.95    | 2          | 466.85     | 3       | 491.45 |
| 4        | Oroszország        | Jevgenyij Kuznyecov   | 1         | 453.35    | 3          | 465.35     | 4       | 465.30 |
| 5        | Mexikó             | Jonathan Ruvalcaba    | 8         | 387.60    | 5          | 423.75     | 5       | 442.85 |
| 6        | Ausztrália         | Scott Robertson       | 7         | 388.20    | 6          | 411.25     | 6       | 433.00 |
|          |                    |                       |           |           |            |            |         |        |
| 7        | Egyesült Királyság | Thomas Daley          | 13        | 360.45    | 7          | 409.30     |         |        |
| 8        | Görögország        | Stefanos Paparounas   | 10        | 381.45    | 8          | 399.85     |         |        |
| 9        | Kanada             | François Imbeau-Dulac | 11        | 376.10    | 9          | 394.55     |         |        |
| 10       | Ukrajna            | Dmitro Mesenszkij     | 9         | 386.95    | 10         | 390.30     |         |        |
| 11       | Brazília           | Ian Matos             | 12        | 367.30    | 11         | 388.85     |         |        |
| 12       | Egyesült Királyság | Christopher Mears     | 5         | 389.90    | 12         | 375.05     |         |        |
|          |                    |                       |           |           |            |            |         |        |
|          | Oroszország        | Jevgenyij Novoszelov  | 6         | 389.30    |            |            |         |        |
| 13       | Fehéroroszország   | Yauheni Karaliou      | 14        | 360.00    |            |            |         |        |
| 14       | Mexikó             | Osiris Argote         | 15        | 344.55    |            |            |         |        |
| 15       | Venezuela          | Jorge Sánchez         | 16        | 329.25    |            |            |         |        |
|          | Oroszország        | Igor Korjakin         | 17        | 328.75    |            |            |         |        |
| 16       | Azerbajdzsán       | Farid Gurbanov        | 18        | 259.00    |            |            |         |        |
| 17       | Szerbia            | Damčević Atanasije    | 19        | 221.50    |            |            |         |        |
| 18       | Azerbajdzsán       | Dmitri Szorokin       | 20        | 209.60    |            |            |         |        |

#### 3 méteres szinkronugrás
| Helyezés | Ország             | Név                                         | Pontok |
| -------- | ------------------ | ------------------------------------------- | ------ |
|          | Oroszország        | Ilja Zaharov / Jevgenyij Kuznyecov          | 452.67 |
|          | Kína               | Jü Lung-csi / Szun Cse-ji                   | 434.91 |
|          | Egyesült Királyság | Nicholas Robinson-Baker / Christopher Mears | 416.46 |
| 4        | Mexikó             | Jahir Ocampo / Kevin Chavez                 | 397.47 |
| 5        | Fehéroroszország   | Vadim Kaptur / Tyimofej Gordejcsik          | 371.67 |
| 6        | Venezuela          | Jorge Sánchez / Emilio Colmenarez           | 349.83 |
| 7        | Azerbajdzsán       | Dmitri Szorokin / Farid Gurbanov            | 323.82 |

#### 10 méteres toronyugrás
| Helyezés | Ország             | Név                   | Selejtező | Selejtező | Középdöntő | Középdöntő | Döntő   | Döntő  |
| Helyezés | Ország             | Név                   | Rangsor   | Pontok    | Rangsor    | Pontok     | Rangsor | Pontok |
| -------- | ------------------ | --------------------- | --------- | --------- | ---------- | ---------- | ------- | ------ |
|          | Kína               | Csang Jen-csüan       | 1         | 491.00    | 1          | 528.75     | 1       | 553.75 |
|          | Kína               | Csou Lu-hszin         | 2         | 479.15    | 2          | 534.35     | 2       | 541.65 |
|          | Oroszország        | Alekszej Krancsenko   | 3         | 459.45    | 3          | 485.95     | 3       | 478.60 |
| 4        | Egyesült Királyság | Tom Daley             | 4         | 455.80    | 4          | 477.65     | 4       | 465.65 |
| 5        | Ukrajna            | Konsztantyin Miljajev | 5         | 439.85    | 5          | 467.85     | 5       | 457.60 |
| 6        | Fehéroroszország   | Vadim Kaptur          | 6         | 414.50    | 6          | 444.15     | 6       | 429.50 |
|          |                    |                       |           |           |            |            |         |        |
| 7        | Mexikó             | Iván García           | 7         | 462.45    | 7          | 453.92     |         |        |
| 8        | Fehéroroszország   | Tyimofej Gordejcsik   | 8         | 382.10    | 8          | 435.80     |         |        |
| 9        | Mexikó             | Alberto Alcantara     | 9         | 444.30    | 9          | 418.85     |         |        |
| 10       | Oroszország        | Igor Mjalin           | 10        | 418.95    | 10         | 417.30     |         |        |
| 11       | Brazília           | Hugo Pellicer Parisi  | 11        | 433.20    | 11         | 404.76     |         |        |
| 12       | Venezuela          | Edickson Contreras    | 12        | 378.10    | 12         | 353.40     |         |        |
|          |                    |                       |           |           |            |            |         |        |
|          | Oroszország        | Gleb Galperin         | 13        | 406.20    |            |            |         |        |
| 13       | Egyesült Királyság | Max Brick             | 14        | 357.35    |            |            |         |        |
|          | Oroszország        | Roman Izmajlov        | 15        | 255.90    |            |            |         |        |
| 14       | Venezuela          | Enrique Rojas         | 16        | 217.00    |            |            |         |        |

#### 10 méteres szinkronugrás
| Helyezés | Ország             | Név                                | Pontok |
| -------- | ------------------ | ---------------------------------- | ------ |
|          | Kína               | Csang Jen-csüan / Cao Jüan         | 471.06 |
|          | Mexikó             | Germán Sánchez / Iván García       | 447.93 |
|          | Oroszország        | Viktor Minyibajev / Ilja Zaharov   | 447.48 |
| 4        | Fehéroroszország   | Vadim Kaptur / Tyimofej Gordejcsik | 394.44 |
| 5        | Egyesült Királyság | Max Brick / James Denny            | 338.46 |
| 6        | Venezuela          | Edickson Contreras / Walter Rojas  | 326.07 |

### Nők

#### 3 méteres műugrás
| Helyezés | Ország             | Név                     | Selejtező | Selejtező | Középdöntő | Középdöntő | Döntő   | Döntő  |
| Helyezés | Ország             | Név                     | Rangsor   | Pontok    | Rangsor    | Pontok     | Rangsor | Pontok |
| -------- | ------------------ | ----------------------- | --------- | --------- | ---------- | ---------- | ------- | ------ |
|          | Kína               | Vang Han                | 2         | 306.50    | 2          | 333.70     | 1       | 365.40 |
|          | Kína               | Liu Csiao               | 4         | 296.90    | 1          | 341.40     | 2       | 334.65 |
|          | Oroszország        | Nagyezsda Bazsina       | 1         | 308.25    | 4          | 307.20     | 3       | 331.05 |
| 4        | Oroszország        | Szvetlana Pilippova     | 5         | 295.00    | 5          | 303.85     | 4       | 327.40 |
| 5        | Mexikó             | Laura Sánchez           | 6         | 285.25    | 3          | 321.25     | 5       | 320.05 |
| 6        | Kanada             | Amanda Moran            | 7         | 269.35    | 7          | 293.50     | 6       | 294.45 |
|          |                    |                         |           |           |            |            |         |        |
| 7        | Ukrajna            | Viktorija Keszar        | 10        | 264.93    | 6          | 300.65     |         |        |
| 8        | Kanada             | Pamela Ware             | 9         | 267.45    | 8          | 283.90     |         |        |
| 9        | Ausztrália         | Sherilyse Gowlett       | 3         | 297.60    | 9          | 281.25     |         |        |
| 10       | Egyesült Királyság | Hannah Starling         | 8         | 268.80    | 10         | 261.55     |         |        |
| 11       | Egyesült Királyság | Grace Reid              | 11        | 255.90    | 11         | 254.75     |         |        |
| 12       | Mexikó             | Carolina Mendoza        | 13        | 237.20    | 12         | 240.00     |         |        |
|          |                    |                         |           |           |            |            |         |        |
|          | Oroszország        | Jelena Csernyih         | 12        | 255.50    |            |            |         |        |
| 13       | Ausztrália         | Hannah Thek             | 14        | 235.10    |            |            |         |        |
| 14       | Ausztrália         | Sophie Somloi           | 15        | 232.80    |            |            |         |        |
| 15       | Szerbia            | Marija Ivezić           | 16        | 231.00    |            |            |         |        |
|          | Oroszország        | Olga Kulemina           | 17        | 228.90    |            |            |         |        |
| 16       | Fehéroroszország   | Kszenyija Kondrasenkova | 18        | 216.90    |            |            |         |        |
| 17       | Görögország        | Jolianna Banousi        | 19        | 186.05    |            |            |         |        |
| 18       | Görögország        | Eleni Katsouli          | 20        | 184.70    |            |            |         |        |

#### 3 méteres szinkronugrás
| Helyezés | Ország             | Név                                     | Pontok |
| -------- | ------------------ | --------------------------------------- | ------ |
|          | Kína               | Vang Han / Cseng Csü-ilin               | 330.60 |
|          | Kanada             | Carol-Ann Ware / Pamela Ware            | 301.62 |
|          | Oroszország        | Nagyezsda Bazsina / Szvetlana Pilippova | 299.82 |
|          | Oroszország        | Olga Kulemina / Irina Tonnikova         | 295.41 |
| 4        | Mexikó             | Daniela Ramírez / Laura Sánchez         | 294.90 |
| 5        | Ausztrália         | Hannah Thek / Sherilyse Gowlett         | 286.80 |
| 6        | Ukrajna            | Viktorija Potyekina / Viktorija Keszar  | 271.50 |
| 7        | Egyesült Királyság | Hannah Starling / Grace Reid            | 270.09 |
| 8        | Görögország        | Eleni Katsouli / Jouliana Banousi       | 248.88 |

#### 10 méteres toronyugrás
| Helyezés | Ország             | Név                    | Selejtező | Selejtező | Középdöntő | Középdöntő | Döntő   | Döntő  |
| Helyezés | Ország             | Név                    | Rangsor   | Pontok    | Rangsor    | Pontok     | Rangsor | Pontok |
| -------- | ------------------ | ---------------------- | --------- | --------- | ---------- | ---------- | ------- | ------ |
|          | Oroszország        | Natalja Goncsarova     | 4         | 312.65    | 4          | 332.10     | 1       | 358.50 |
|          | Kína               | Ko Ting-ting           | 2         | 342.50    | 1          | 390.45     | 2       | 356.00 |
|          | Kína               | Ma Sze-no              | 1         | 365.75    | 3          | 380.16     | 3       | 347.30 |
| 4        | Oroszország        | Julija Koltyunova      | 3         | 338.30    | 2          | 380.25     | 4       | 345.35 |
| 5        | Egyesült Királyság | Tonia Couch            | 12        | 274.35    | 5          | 318.70     | 5       | 332.60 |
| 6        | Ausztrália         | Hannah Thek            | 11        | 284.30    | 6          | 309.60     | 6       | 294.40 |
|          |                    |                        |           |           |            |            |         |        |
| 7        | Egyesült Királyság | Monique Gladding       | 6         | 309.15    | 7          | 308.30     |         |        |
| 8        | Kanada             | Rachel Kemp            | 5         | 311.60    | 8          | 306.40     |         |        |
| 9        | Kanada             | Carol-Ann Ware         | 8         | 300.40    | 9          | 290.30     |         |        |
| 10       | Mexikó             | Celia Andrea Santillán | 13        | 235.05    | 10         | 253.10     |         |        |
| 11       | Ukrajna            | Viktorija Potyekina    | 14        | 219.40    | 11         | 234.10     |         |        |
| 12       | Mexikó             | Vianey Hernández       | 10        | 287.50    | 12         | 229.30     |         |        |
|          |                    |                        |           |           |            |            |         |        |
|          | Oroszország        | Olga Vintonjak         | 7         | 300.50    |            |            |         |        |
|          | Oroszország        | Marija Polujanova      | 9         | 294.55    |            |            |         |        |

#### 10 méteres szinkronugrás
| Helyezés | Ország             | Név                                                 | Pontok |
| -------- | ------------------ | --------------------------------------------------- | ------ |
|          | Kína               | Liu Huj-hszia / Csu Csia-ming                       | 355.50 |
|          | Ausztrália         | Rachel Bugg / Hannah Thek                           | 311.16 |
|          | Oroszország        | Darja Govor / Julija Koltyunova                     | 310.98 |
| 4        | Oroszország        | Kristina Eliseeva / Olga Vintonják                  | 276.54 |
| 5        | Mexikó             | Celia Andrea Santillán / Alejandia Hernández Vianey | 255.90 |
| 6        | Egyesült Királyság | Monique Gladding / Megan Sylvester                  | 100.80 |